# وانغ هاو (لاعب كرة قدم)
وانغ هاو (بالصينية: 王皓) هو لاعب كرة قدم صيني، ولد في 18 فبراير 1989 في لويانغ في الصين. لعب مع نادي بكين سينوبو غوان.